# Wulanmaodu
Wulanmaodu (kinesiska: 乌兰毛都, 乌兰毛都苏木) är en socken i Kina. Den ligger i den autonoma regionen Inre Mongoliet, i den norra delen av landet, omkring 1 000 kilometer nordost om regionhuvudstaden Hohhot. Antalet invånare är 10036. Befolkningen består av 4 885 kvinnor och 5 151 män. Barn under 15 år utgör 16,0 %, vuxna 15-64 år 80 %, och äldre över 65 år 3,0 %.
Genomsnittlig årsnederbörd är 691 millimeter. Den regnigaste månaden är juli, med i genomsnitt 246 mm nederbörd, och den torraste är januari, med 5 mm nederbörd.